# Acanthoisis myzourida
Acanthoisis myzourida är en korallart som beskrevs av Philip Alderslade 1998. Acanthoisis myzourida ingår i släktet Acanthoisis och familjen Isididae. Inga underarter finns listade i Catalogue of Life.